# Kukmirn
Kukmirn är en ort och kommun i Österrike. Den ligger i distriktet Güssing i förbundslandet Burgenland, i den östra delen av landet, 130 km söder om huvudstaden Wien. 
Kommunen består av fyra orter  (Ortschaften) (inom parentes invånarantal 1 januari 2024):
- Eisenhüttl (140)
- Kukmirn (733)
- Limbach (563)
- Neusiedl (572)